# Luboš Hilgert (piragüista, 1960)
Luboš Hilgert (Praga, 25 de octubre de 1960) es un deportista checo que compitió para Checoslovaquia en piragüismo en la modalidad de eslalon.
Ganó cinco medallas en el Campeonato Mundial de Piragüismo en Eslalon entre los años 1981 y 1993.
Su esposa Štěpánka, su hermano Ivan, su cuñada Marcela Košťálová, su hijo Luboš y su sobrina Amálie compitieron en el mismo deporte.

## Palmarés internacional
| Representando a Checoslovaquia  |                    |                   |                |
| Campeonato Mundial              |                    |                   |                |
| Año                             | Lugar              | Medalla           | Competición    |
| 1981                            | Bala (Reino Unido) | Medalla de plata  | K1 individual  |
| 1983                            | Merano (Italia)    | Medalla de bronce | K1 por equipos |
| 1985                            | Augsburgo (RFA)    | Medalla de bronce | K1 individual  |
| 1991                            | Tacen (Yugoslavia) | Medalla de bronce | K1 por equipos |
| Representando a República Checa |                    |                   |                |
| Campeonato Mundial              |                    |                   |                |
| Año                             | Lugar              | Medalla           | Competición    |
| 1993                            | Mezzana (Italia)   | Medalla de bronce | K1 por equipos |